# Brasão de armas da Indonésia
O principal elemento do brasão de armas da Indonésia é uma águia dourada chamada Garuda, uma personagem da mitologia indonésia, símbolo da energia criativa. A águia tem 17 penas em cada asa, 8 na cauda e 45 no pescoço, números que remetem para a data da proclamação da independência da Indonésia: 17 de Agosto de 1945. A águia segura um listel que contém o lema do país "Bhinneka Tunggal lka" (Unidade na Diversidade), símbolo que tem um significado auto-evidente e que data do século XV. Ao peito, o garuda carrega um escudo que simboliza a defesa do país. As cores reflectem as cores da bandeira da Indonésia, e os cinco símbolos no escudo representam a filosofia do pancasila, que está nas fundações do estado indonésio. A barra no centro representa o equador, que atravessa várias das ilhas indonésias; a estrela dourada em fundo negro no centro do escudo representa o primeiro princípio do pancasila, a crença num deus único; a corrente representa gerações humanas sucessivas, com as cadeias redondas a representar mulheres e as quadradas homens, tudo em nome do segundo princípio, a humanidade justa e civilizada; o "beringin", figueira ou baniano, simboliza o terceiro princípio: a unidade da Indonésia; a cabeça do "banteng", ou bantengue (Bos javanicus), negra em fundo vermelho, representa o quarto princípio, a democracia guiada pela sabedoria interior dos representantes do povo; as espigas douradas e brancas de arroz e algodão representam o quinto princípio: a justiça social para todos os indonésios.